# Porfirio Díaz
José de la Cruz Porfirio Díaz Mori (Oaxaca, 15 de setembre, 1830 - París, 2 de juliol, 1915) va ser un heroi de guerra mexicà, president (després considerat dictador) que governaria Mèxic des de 1876 a 1911.

## Lluites a favor de la Reforma
Porfirio Díaz va començar els seus estudis en un seminari catòlic el 1845, però, l'any següent es va unir al batalló Trujano com a voluntari per defensar el país durant la guerra d'Intervenció Nord-americana. Més tard va ingressar a l'Institut de Ciències i Arts d'Oaxaca per estudiar dret que acabaria el 1854. El 1855, any en què iniciaria la revolució d'Ayutla, es va aixecar en armes amb els revolucionaris que cercaven la restauració del federalisme i la deposició del dictador Antonio López de Santa Anna, començant així la seva carrera militar. El 1856 ja era capità de la infanteria de la Guàrdia Nacional i el 1859 n'era el coronel efectiu.
El 1861 va ser elegit com a diputat federal d'un districte de l'estat d'Oaxaca, alhora que era promogut a general de brigada. Durant els anys de la Intervenció Francesa, va prendre part de nombroses accions de guerra contra els invasors. El 1862 va encapçalar la cavalleria en la famosa batalla de Puebla que derrotaria l'exèrcit francès. El 1863, però, seria capturat pels invasors. Després de la seva fugida, el president en l'exili, Benito Pablo Juárez García el volia fer Secretari de Defensa o Comandant en Cap de l'Exèrcit, però Díaz només va acceptar el càrrec de Comandant de l'Exèrcit Central.

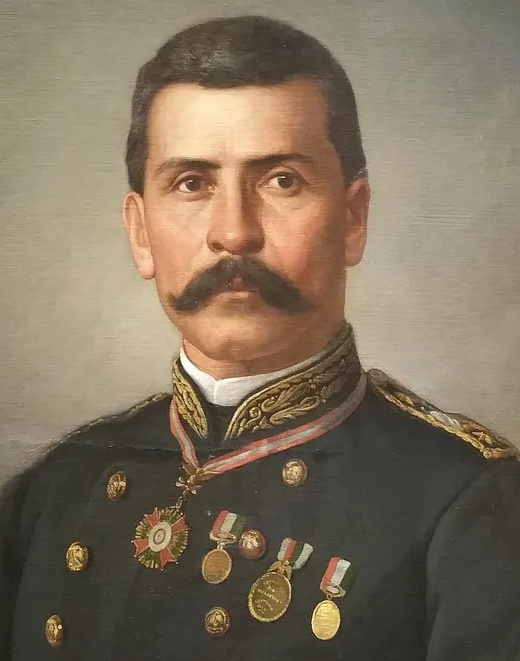
Retrat de Porfirio Díaz, 1867.

El 1864 els conservadors imperials li van demanar que s'unís a llur causa, però Díaz va refusar. El 1866 va declarar formalment la seva lleialtat al president Juárez. El mateix any, el general de les forces imperials, el mariscal Bezaine el va oferir rendir la ciutat de Mèxic si Díaz se separava de Juárez. Un cop més, Díaz no va acceptar l'oferta i va continuar la lluita armada contra els imperials i l'exèrcit francès. L'emperador mateix, Maximilià I de Mèxic, va oferir el suport imperial a les causes liberals si Díaz acceptava el càrrec de Comandant de l'Exèrcit Imperial, oferta que Díaz també rebutjaria. Finalment, el 1867 Díaz va encapçalar les forces republicanes que guanyarien la batalla del 2 d'abril a Puebla i l'última batalla de la ciutat de Mèxic després de la qual cauria l'Imperi i el republicanisme seria restaurat sota el lideratge de Benito Juárez.

## Camí a la presidència
Díaz es va postular com a candidat d'oposició a Benito Juárez i va perdre en les eleccions presidencials de 1867 i 1871. En les últimes eleccions va acusar al president de frau electoral, i va promulgar el Pla de la Noria per enderrocar el govern de Juárez, sota el lema "Sufragi Efectiu, No Reelecció", però les seves forces van ser derrotades en la batalla de La Bufa, Zacatecas. Després de la mort de Juárez, Sebastián Lerdo de Tejada, vicepresident, va assumir la presidència, i va oferir amnistia als rebels. Díaz va acceptar i es va retirar a la seva hisenda a l'estat de Veracruz.
El 1874 va ser elegit com a diputat de l'estat de Veracruz. Enmig de la inestabilitat política i militar durant el govern de Lerdo de Tejada, Díaz va planejar una rebel·lió el 10 de gener, 1876 coneguda com el Pla de Tuxtepec. Després d'enderrocar el president, va governar el país per un període (1876-1880) i atès que la constitució prohibia la reelecció immediata, el 1880, un dels seus seguidors, Manuel González va ser elegit com el seu successor. El període de González es va caracteritzar per la corrupció i incompetència, i el 1884 Díaz es va postular com a candidat i va guanyar les eleccions presidencials amb facilitat, malgrat haver-se oposat abans a la reelecció. Després d'una esmena constitucional, va ser reelegit consecutivament, de vegades amb frau electoral, assassinats dels seus opositors i corrupció, fins al 1911. La premsa nacional va publicar el nou lema irònic de l'època porifirana, "Sufragi Efectiu No, Reelecció". Encara que el Congrés mai no seria dissolt i que se celebrarien eleccions (fraudulentes), Díaz va tenir el poder quasi absolut i governaria gairebé com dictador.

## Porfiriato
El llarg govern de Díaz, conegut a Mèxic com a el Porfiriato, va ser un període de gran creixement econòmic. Díaz va promoure la modernització del país, el progrés tecnològic, la inversió estrangera, la construcció de vies de ferrocarril i telègraf que unirien tots els estats, i l'explotació dels recursos naturals, principalment del petroli, amb importants concessions a empreses nord-americanes i angleses. Va promoure les arts, i va començar la construcció d'edificis sumptuosos, com ara el Palau de Belles Arts. També promouria la immigració europea, principalment d'Itàlia i Alemanya, oferint-los terres per "ensenyar els camperols indígenes les tecnologies agràries modernes". Díaz va estar influenciat pel positivisme, la creença en el triomf de la ciència i del mètode científic, i va anomenar prominents positivistes, coneguts a Mèxic com a científicos, com a membres del seu gabinet, entre ells José Yves Limantour, qui reformaria el sistema fiscal del país i que aconseguiria l'estabilitat financera. Amb la desaparició o assassinat dels seus opositors, va aconseguir la "pau" necessària per promoure el desenvolupament econòmic. Aquesta pau i progrés relatius es van assolir a costa de la sobreexplotació de les classes camperola i obrera, concentrant la riquesa, el poder polític i l'accés a l'educació en un grapat de famílies posseïdores de grans latifundis.

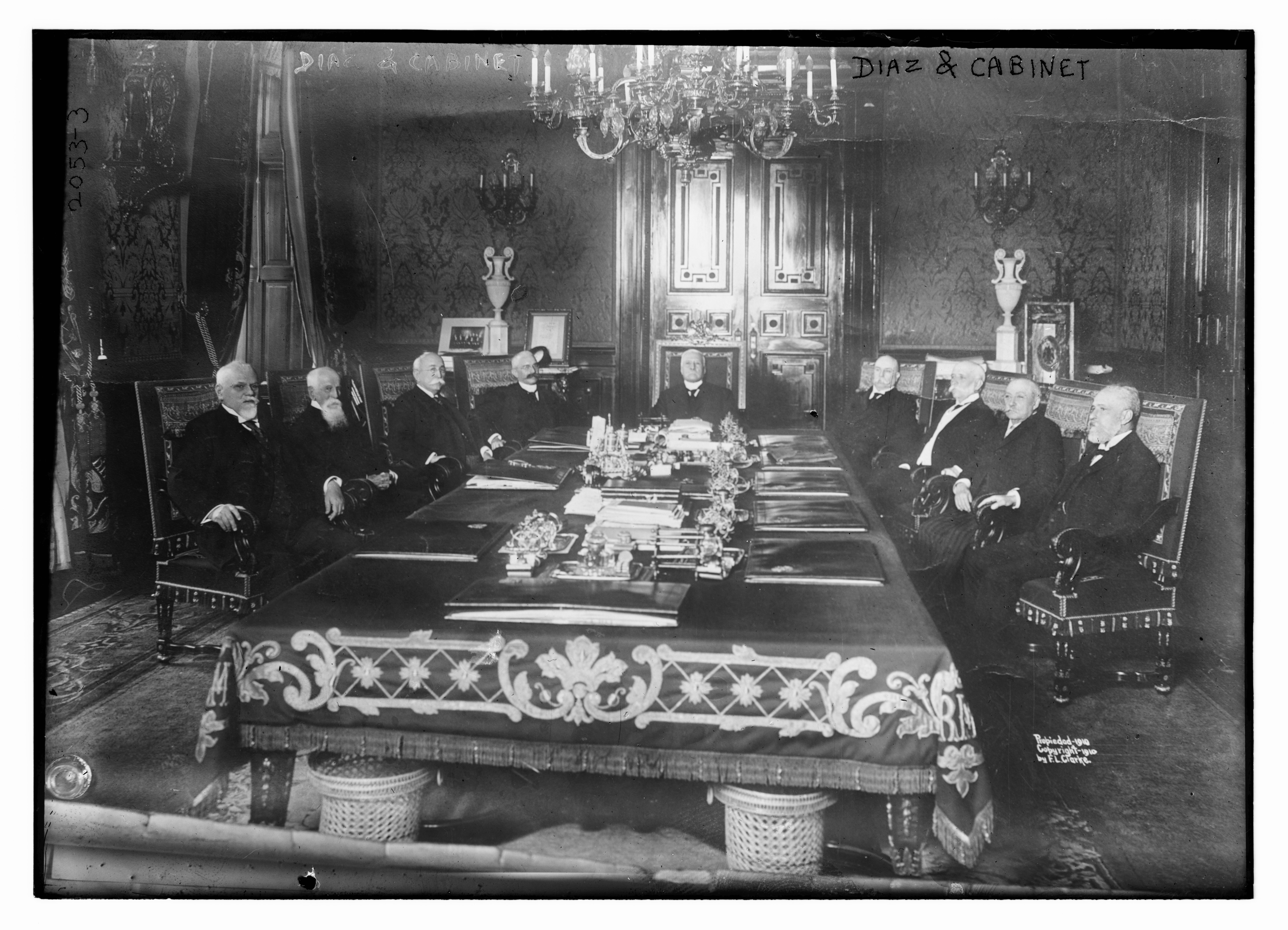
Gabinet Diaz, 1900.

Malgrat el creixement econòmic, la prosperitat només va beneficiar les classes altes, les empreses estrangeres i els grans terratinents, mentre que els camperols i els indígenes perdien les seves terres comunals i treballaven pels grans hisendats, que s'oposaven a la transformació capitalista del camp i s'aferraven al sistema quasi feudal de les plantacions. La desigualtat social i econòmica era força terrible: les terres estaven en mans d'unes poques persones (les hisendes abastaven gairebé estats sencers) mentre que milions d'indígenes les llauraven i rebien salaris miserables. Aquesta seria una de les causes principals de l'aixecament armat de la Revolució Mexicana de 1910.

## La caiguda del seu règim

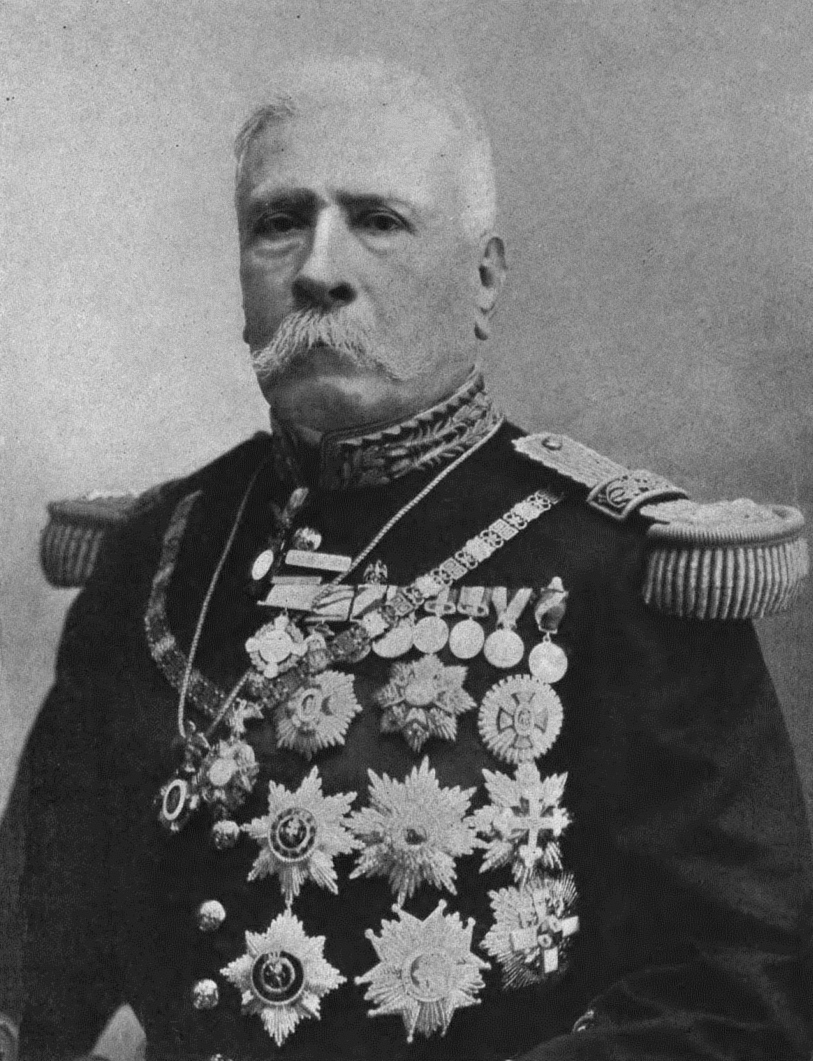
Díaz en la primera dècada del s..

El 1908 en una entrevista amb el periodista nord-americà James Creelman, Díaz va declarar que Mèxic estava preparat per a la democràcia, que celebraria eleccions lliures el 1910 i que no es postularia com candidat presidencial. Francisco I. Madero, mexicà liberal i socialista, educat a la Universitat de Califòrnia a Berkeley, va respondre ràpidament postulant-se com a candidat. Díaz, però, no va complir la seva paraula, es va postular com a candidat, i va empresonar Madero que havia guanyat massa suport popular. Després d'un flagrant frau electoral, va aconseguir reelegir-se el 1910. Madero va convocar el poble per aixecar-se contra el govern dictatorial de Díaz, donant inici a la Revolució Mexicana. Díaz va renunciar i es va exiliar a França, on moriria el 1915.